# موريل بلانش
موريل بلانش واسمها الحقيقي ليوميني كامتشي موريل (ولدت في 25 أغسطس 1990 في باندجا في المنطقة الغربية من الكاميرون) هي ممثلة ومغنية وعارضة أزياء ومنتجة أفلام كاميرونية.

## المسيرة المهنية
تخرجت موريل بدرجة دبلوم الدراسات الجامعية العامة في الإدارة والأعمال الدولية.
عرفت طريق الشهرة في عام 2017 من خلال تأليف وتشخيص سلسلة الويب «(باكين)» بمشاركة مواطنتها الممثلة ومؤلفة العمل مارسيل كويتشي. ·  ومنذ عام 2020، لعبت دور باسي في سلسلة «سيدتي سيدي» للمؤلف إبنيزر كيبومبيا.
في 25 أغسطس 2021 الموافق لعيد ميلادها 31، قررت التفكل بتعليم 10 أطفال أيتام بمعدل طفل لكل منطقة في الكاميرون وذلك بدلاً من تنظيم حفل كبير للمناسبة.

## أعمالها

### الألبومات
- 2014 : ابقى هنا - Reste la
- 2018 : أحبني - Love me
- 2020 : أخر مرة - Dernière fois
- 2021 : Barré collé

### أفلام
- 2013 : «توني بوش» - Touni Bush
- 2017 : «قبلة لإثنين» - Un baiser pour deux
- 2020 : «سر الدم» - Secret blood

### مسلسلات
- 2017 : «امرأتان جميلتان بلا رحمة» - Deux belles femmes sans merci
- 2018 : «حبيبة» - Habiba
- 2018 : «باكين» - Pakgne
- 2019 : «رهينة الحب» - Otage d'amour
- 2020 : «سيدتي سيدي» - Madame Monsieur

## الجوائز والترشيحات
- 2020: أفضل ممثلة في فئة السينما في النسخة الأولى من «جائزة أفضل موهبة».[8]
- 2019: الترشيح في فئة أفضل ممثلة للسنة في «جوائز المواهب الأفريقية».[9]

## روابط خارجية
موريل بلانش على موقع IMDb (الإنجليزية)